# 雙斑天竺鯛
雙斑天竺鯛（學名：Apogon binotatus），為輻鰭魚綱鈎頭魚目天竺鯛科天竺鯛屬的其中一個種。

## 分布
本魚分布於中西大西洋區，包括加勒比海、貝里斯、墨西哥、委內瑞拉、美國佛羅里達州等海域。

## 深度
水深1至60公尺。

## 特徵
本魚體延長而側扁，眼大，口大略下位。魚體呈粉紅或桃紅色，最明顯的特徵是第二背鰭基部和尾柄處各有一個褐色環狀斑，各鰭透明，體長可達13公分。

## 生態
本魚棲息於水質清澈的珊瑚礁、岩礁，白天躲藏於岩架下或岩洞中，夜間出來覓食，屬肉食性，以多毛類或其它底棲甲殼類為食。繁殖期時，雄魚具有口孵習性，卵約7日化成仔魚，由雄魚吐出，具短暫的仔魚飄浮期。

## 經濟利用
不具任何經濟價值。